# Kerékgyártó Olga
Kerékgyártó Olga, született: Balázs Olga (Debrecen, 1903. június 15. – 1937 után) színésznő.

## Életútja
Atyja Kerékgyártó István református tanító volt (meghalt 1914-ben), anyja Balázs Karolina. Színipályára lépett 1922-ben, Debrecenben, Kardoss Géza társulatánál, ahol mint naiva jutott előtérbe. Ezután Ungvárra kapott szerződést, Horváth Kálmánhoz, majd 1923-24-ben Pécsre ment, Asszonyi Lászlóhoz, utána Újpestre hívták meg, Heves Béla társulatához. 1924–26-ban a Renaissance Színház tagja volt, ahol sok szép sikert ért el. 1926-ban a Royal Orfeumban is szerepelt. 1927-től a Fővárosi Operettszínház tagja volt 1929-ig, majd 1929–30-ban szerződésén kívül a Magyar és a Nemzeti Színházban lépett színpadra. 1930–31-ben a Steinhardt Színpadnál játszott, ezután nem volt szerződése. 1933–35-ben a Komédia Orfeum tagja volt. 1934. július 17-én Budapesten házasságot kötött Klein (később Tolnai) Tibor Gedeon hírlapíróval.

## Fontosabb szerepei
- Iluska (Kacsoh P.: János vitéz)
- Annie (Huszka J.: Bob herceg)
- Märy (Zenebona)
- Májusi muzsikában a főszerep